# 윤변 (수리학)

빨간 부분이 윤변

윤변(潤邊,Wetted perimeter)은 수로 특히 개수로(Open-channel flow)나 관수로(Pipe flow)의 횡단면에서 물과 접하고 있는 벽면의 길이를 가리킨다.

## 경심
경심(徑深hydraulic radius, R 또는 동수반경)은 흐르는 물줄기를 흐르는 방향과 직각으로 잘랐을 때, 그 단면적(A)을 둘레로 나눈 값. 흐르는 물의 양과 세기를 나타낼 수 있다.  동수반경(動水半徑)은  흐르는 물의 단면을, 물길 옆으로 스며든 물의 길이(윤변,P)로 나눈 값이다.
| |
| (예시) 단면적 (A) {\displaystyle A={{1} \over {8}}(\theta -\sin \theta )D^{2}} , 윤변(P) {\displaystyle P={{1} \over {2}}\theta D} |

따라서 경심 (R)
{\displaystyle R={{1} \over {4}}(1-\sin \theta )D}
그리고 관수로에서 윤변이 관수로의 둘레와 일치하는 완전한 플러그 흐름(plug flow)을 가정하면
{\displaystyle R={{{\text{단 면 적 }}(A)} \over {{\text{윤 변 }}(P)}}}
{\displaystyle R={{{\pi D^{2}} \over {4}} \over {{\pi D} \over {1}}}}
{\displaystyle R={{D} \over {4}}}

## 수학적 모형
동수반경 즉 습식 둘레인 윤변(P)은 수학적으로 다음과 같이 정의 할 수 있다.
{\displaystyle P=\sum _{i=0}^{\infty }{l_{i}}}
여기서 {\displaystyle {l_{i}}}은 유체와 접촉하는 각각의 모든 표면의 길이이다.

## 같이 보기
- 매닝공식
- 프루드 수
- 현
- 활꼴